# SABCA
SABCA (Sociétés Anonyme Belge de Constructions Aéronautiques) é uma empresa de produtos Aeroespaciais da Bélgica, foi fundada em 1920 para fabricar aviões para o transporte aero na Bélgica, seu primeira fabrica ficava ao lado do aeroporto de Haren
A empresa tem filiais em três regiões da Bélgica: Bruxelas, Louvain-la-Neuve, Lummen e no Marrocos na cidade de Casablanca.
A SABCA opera em quatro mercados: 
Aviação: Defesa, Espacial e Indústria.
Seus produtos incluem 
- Sistemas de atuação para aeronaves: Instrumentos de voo eletromecânicos, atuadores de controle de voo e sistemas hidráulicos para aviões.[7]
- Montagens de produtos aeroespaciais: Componentes e peças para montagens de aviões: Estruturas de fuselagem, peças para lançadores de foguetes,.[8]
- Sistemas autônomos não tripulados: como drones e VANTs.[9]

A Dassault foi proprietária durante muitos anos da SABCA, porém em fevereiro de 2020 vendeu  a empresa para a holding aeroespacial belga Orizio por 74 milhões de euros.Sua sede fica em Bruxelas e possui cerca de 1.000 funcionários.